# 제임스 L. 크렌쇼
제임스 L. 크렌쇼(James L. Crenshaw, 1934년 12월 19일 - )는 미국의 저명한 구약학자이다. 듀크 대학교 신학부에서 구약학 교수이다. 그는 구약 지혜 문학 분야의 세계적인 학자 중 한 명이다. 그는 잠언의 대부분이 솔로몬 이후 한 시기에 집대성되었다고 주장한다. 그는 "매우 존경받는 학자"이자 "훌륭한 교사"로 평가 받는다.

## 생애
1934년 12월 19일 사우스캐롤라이나주 선셋에서 태어나 퍼먼 대학교(Furman University, B.A., 1956), 서던 침례 신학대학원(Southern Baptist Theological Seminary, B.D., 1960), 밴더빌트 대학교(Vanderbilt University, Ph.D., 1964)에서 교육을 받았으며, 밴더빌트 대학교에서 J. 필립 하이엇(J. Phillip Hyatt)과 월터 해럴슨(Walter Harrelson) 아래 히브리 성서를 전공했다. 그는 또한 히브리 유니언 컬리지 성서 및 고고학 학교(Hebrew Union College Biblical and Archaeological School, 예루살렘, 1963)에서 학습했으며, 하이델베르크 대학교(1972-73), 옥스퍼드 대학교(1978-79), 케임브리지 대학교(1984-85)에서 박사 후 과정을 밟았다. 그의 학문적 경력은 애틀랜틱 크리스천 칼리지(Atlantic Christian College, 1964-65)에서 시작하여 머서 대학교(Mercer University, 1965-69), 밴더빌트 대학교(1970-87), 마지막으로 듀크 대학교(Duke University, 1987-2008)에서 이어졌으며, 여기서 그는 로버트 L. 플라워스 석좌교수로 재직했다. 또한 그는 1967년 여름에 컬럼비아 대학교에서 방문 학자로, 2006-2007년에는 로마에 있는 교황 성서 연구소(Pontifical Biblical Institute)에서 조셉 맥카시 방문교수로 활동했다. 그는 복잡한 주제를 메모 없이 강의할 정도로 뛰어난 교수로 널리 인정받았다. 현재(2008년부터) 그는 테네시주 내슈빌에 거주하고 있다.
크렌쇼는 여러 학문적 영예를 받았다. 1994년 Religious Studies Review에 실린 리뷰 기사에서 그의 학문적 업적이 다뤄졌으며, 2000년에는 그를 위한 Festschrift가 헌정되었다. 그의 모교인 퍼먼 대학교는 1993년에 그에게 명예박사 학위를 수여했으며, 그는 1978년부터 1984년까지 성서문학학회(Society of Biblical Literature)의 저명한 모노그래프 시리즈의 편집자로 활동했다. 그는 Phi Beta Kappa 회원이자 구겐하임 펠로우로, 고등교육 종교학회(Society for Religion in Higher Education), 미국 인문학 기금(National Endowment for the Humanities), 피우 복음주의 장학 프로그램(Pew Evangelical Scholarship Program) 등에서 펠로우십을 받았으며, 미국 신학대학 협회(American Association for Theological Schools) 및 미국 학술단체 협의회(American Council of Learned Societies)로부터 연구비를 수여받았다. 2015년에는 밴더빌트 대학교 종교대학원으로부터 Distinguished Alumnus Award를 수상했다. 그는 공동체 활동에도 적극적이어서, 듀크 대학교 재직 중에는 듀크 의대 및 신학대학원 공동 프로젝트인 Institute for Care at the End of Life에서 활동했으며, 밴더빌트 대학교에서는 명예훼손방지연맹(Anti-Defamation League)과 유대교-기독교 간 대화에 참여했다. 은퇴 후에도 밴더빌트 대학교의 평생교육 프로그램인 OLLI에서 강사로 활동하며, 여러 교회와 유대교 회당에서도 강의하고 있다.
크렌쇼는 1969년 그의 영향력 있는 논문 「'역사적' 문학에서 지혜의 영향을 결정하는 방법(Method in Determining Wisdom Influence upon 'Historical' Literature)」을 통해 학계의 주목을 받기 시작했다. 그는 지혜 문학이 아닌 성서 텍스트에서 지혜를 식별하는 데 더 엄격한 기준이 필요하다고 주장했으며, 지혜를 전통, 현실에 대한 특정 접근법, 그리고 "명확히 정의된 운동"에 속하는 문학으로 정의했다. 그의 이 정의는 이후 저서 Old Testament Wisdom에서 더욱 정교하게 발전되었다. 그의 첫 단행본인 Prophetic Conflict는 1971년에 출간되었으며, 이는 그의 초기 논문 「고대 이스라엘에서 하나님의 정의에 대한 대중적 의문」을 바탕으로 작성되었다. 이는 지혜와 히브리 성서의 항의 및 반대 문학에 대한 평생의 관심을 신호하며, 특히 지혜 문학에서 신정론 문제에 초점을 맞춘 여러 책과 논문으로 이어졌다. 그의 Defending God는 이 탐구를 확장했으며, Westminster Old Testament Library 시리즈의 전도서 주석 및 Anchor Bible 시리즈의 요엘 주석에서는 특정 문헌에 초점을 맞추었다. 그의 연구에서 신정론은 주요 주제로 자리 잡았으며, 동료들에 따르면 그는 "악의 문제에 대한 해답을 찾기 위해 평생 하늘의 문을 두드려 왔다"고 평가된다.
크렌쇼는 히브리 지혜 문학을 중심으로 연구하면서도 히브리 성서에 대한 주요 입문서, 요엘과 집회서의 주석, 삼손에 대한 비판적 연구, 게르하르트 폰 라드(Gerhard von Rad)의 생애와 작업에 대한 소개서를 집필했다. 그는 사우스캐롤라이나 대학교 출판부에서 구약성서 인물(Personalities of the Old Testament) 시리즈를 시작하여 성서 문학의 아름다움과 깊이를 강조했으며, 이 시리즈에서 현재까지 17권이 출간되었다. 그의 학문적 업적은 주요 학술지, 백과사전, 단행본에 약 200편의 논문을 포함하며, 시집 Dust and Ashes(2010) 및 다수의 학술회의에서의 주요 발표로 이어졌다. 그는 또한 Story and Faith(1986), Old Testament Wisdom(2010), Education in Ancient Israel(1998), Psalms: An Introduction(2001), Reading Job: A Literary and Theological Commentary(2011), Sipping at the Cup of Wisdom.